# Siria
La Siria, ou Síria, est un cépage blanc autochtone du Portugal planté principalement dans les régions de l'Alentejo, du Douro et de Beira Interior. Il possède de nombreux synonymes, dans les diverses régions portugaises où il est présent, Roupeiro et Côdega étant les plus couramment utilisés. Doña Blanca est le nom qu'il porte principalement en Espagne où il est aussi significativement présent.

## Origine
La siria est un très ancien cépage blanc répandu dans toute la Péninsule Ibérique sous de nombreux synonymes (Códega, Doña Blanca, Malvasia Castellana, Roupeiro, etc.). La première mention du cépage, sous le nom de Cigüente, est faite en Espagne en 1513 par Gabriel Alonso de Herrera (1470-1539) dans la description des cépages utilisés en Castille, en Estrémadure et en Andalousie dans l'ouvrage Agricultura general; au Portugal, il est connu sous le nom d'Alvaro de Sousa depuis 1531 dans l'ouvrage Descrição do terreno ao redor da cidade de Lamego duas léguas de Rui Fernandes. Son origine exacte se situe probablement aux alentours de la ville de Pinhel, dans le district de Guarda au nord-est du Portugal, où le cépage donne les meilleurs résultats,.
Il était très à la mode à la fin des années 1980, mais il a perdu de son importance dans la moitié sud du Portugal, en particulier dans le Ribatejo et l'Alentejo, en raison de la dégradation rapide des vins (oxydation).
Des analyses génétiques ont permis de déterminer que la siria est issue d'un croisement très probablement spontané entre le cépage hebén (en) et un autre cépage encore indéterminé. Il serait par ailleurs un parent proche de la Cayetana blanca (en), un vieux cépage très répandu en Espagne aujourd'hui.

## Répartition géographique
La variété occupe mondialement une superficie totale de 7 898 hectares en 2010 et de 2 791 hectares en 2000. On la trouve essentiellement au Portugal et en Espagne.

### Portugal
Avec 11 700 ha, la siria représente le 2e cépage blanc le plus planté au Portugal derrière le Fernão Pires. Il figure en effet dans de nombreuses régions du pays et avec un grand nombre de dénominations différentes selon la région dans laquelle il est cultivé (cf. synonymes). La répartition géographique de ce cépage est assez singulière car il est cultivé dans les régions intérieures du Portugal sur une longue et étroite bande allant du nord au sud du pays. On trouve également une petite production aux frontières de l'Espagne.
C'était autrefois le cépage blanc le plus planté de l'Alentejo, où il est appelé Roupeiro. Cependant, on y constatât que des températures trop élevées ne sont pas bénéfiques pour la variété : les vins manquent de fraîcheur, d'une bonne acidité et perdent rapidement leurs arômes.
Ainsi, la culture de la siria s'est développée dans les régions plus élevées et plus fraîches de Beira Interior, notamment dans la région de Castelo Rodrigo (pt) et du Dão (où le cépage est connu sous le nom d'Alvadurão, Códega ou Crato Branco).
Dans toutes les régions où ce cépage est cultivé, il est considéré comme étant de très haute qualité. Il est également classé parmi les cépages recommandés dans la quasi-totalité des sous-régions en raison de ses rendements élevés et de ses qualités culturales.
| DOC | IPR              | VR |
| --- | ---------------- | --- |
| Porto, Douro, Dão, Távora-Varosa, Beira Interior, Ribatejo, Palmela, Alentejo, Lagos, Portimão, Lagoa, Tavira | Chaves, Valpaços | Trás-os-Montes (Doña Branca), Minho, Beira Alta, Beira Litoral (Doña Branca), Estremadura, Ribatejano, Terras do Sado, Alentejano, Algarve |

### Espagne
En Espagne, il est principalement cultivé (environ 600 ha en 2011) dans les vignobles de Galice et de Castille-et-León (sous le nom de Doña Blanca) et en Estrémadure (sous le nom de Cigüente),.

## Caractéristiques ampélographiques

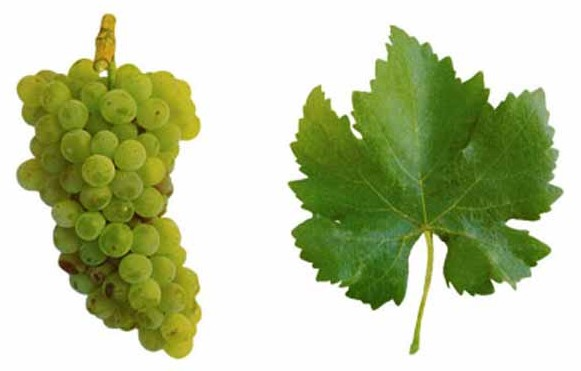
Grappe et feuille de siria.

Les grappes sont de taille petite à moyenne, avec une forme conique et compacte et de petites baies vert jaunâtre légèrement elliptiques, une peau moyennement épaisse et une pulpe de consistance moyenne.

## Aptitudes culturales
La siria est un cépage très productif qui mûrit tard et dispose d'une excellente adaptabilité ainsi que de bonnes aptitudes culturales. Le cépage est de vigueur moyenne à élevée et s'adapte bien aux porte-greffes habituels. Bien qu'il soit très résistant au mildiou et à l'oïdium, il est néanmoins très sensible à la pourriture grise.

## Potentiel technologique
Les vins produits avec cette variété sont généralement de couleur jaune pâle et possèdent un caractère plutôt fruité, délicat, frais et élégant. Les vins possèdent un bon équilibre, une légère acidité et une teneur en alcool moyenne à élevée. Dans leur jeunesse, les arômes s'expriment avec exubérance et essentiellement dans le registre primaire : agrumes (orange et citron) et arômes floraux (tilleul, acacia, fleurs sauvages, fleur d'oranger), avec des notes de petits fruits tropicaux mûrs, de fruits à noyau (pêche), de melon et de laurier. Parce que le cépage a tendance à s'oxyder rapidement, les vins sont à consommer jeunes et sont peu aptes au vieillissement.
Il est souvent utilisé en assemblage avec d'autres cépages blancs tels que l'antão vaz (en), l'arinto, le sercial, le rabigato, le cercial branca ou le viognier, et plus rarement proposé en mono-cépage. La variété est également utilisée comme raisin de table.

## Synonymes
La siria est aussi connue sous les noms suivants (les régions où le synonyme est particulièrement utilisé sont présentées entre parenthèses) :
- Alva (Alentejo, Cova da Beira et Portalegre)
- Alva branco
- Alvadorão
- Alvadourão
- Alvadurão (Dão)
- Alvadurão do Dão
- Alvaro de Soire
- Alvaro de Sousa
- Apesorgia bianca
- Ascot royal
- Aubun gros
- Axinangelus
- Belancin
- Blanc d'Espagne
- Blanca de Monterre
- Blanca extra
- Blanco del país
- Boal
- Boal cachudo
- Boal de Praga
- Butayol
- Chelva blanca
- Cigueente
- Cigueeriles
- Cigüente (Estrémadure)
- Ciguentes
- Clos de Valrose
- Codega / Códega / Côdega (Douro et Dão)
- Codega blanc
- Códiga
- Codo (Beira Interior)
- Codo ou Síria
- Codo Síria
- Colhão de gallo
- Crato branco (Dão et Algarve)
- Crato espanhol
- Croquant blanc
- Crujidero blanc
- Dininha
- Doña blanca (Castille)
- Dona branca (Bucelas)
- Dona branca no Dão
- Doninha
- Erica
- Faphly
- Gogellone
- Graciosa
- Grumere blanco
- Jampal
- Malvasia
- Malvasia branca
- Malvasía castellana
- Malvasia grossa (Douro)
- Malvasia grosso
- Malvazia
- Malvazia grossa
- Malvoise des Chartreux
- Malvoisie grosse
- Mennavacca
- Mokrani
- Moza fresca
- Muagur
- Paloppo
- Posto branco
- Roupeiro (Alentejo et Péninsule de Setúbal)
- Roupeiro cachudo (Alentejo)
- Roupeiro de Alcobaca
- Roussna
- Sabra
- Sabro
- Santo estevão
- Sario
- Tamarez
- Tamarez d'Algarve
- Trebbiano de Toscana
- Uva gorda
- Uva grossa
- Valenciana
- Valenciana blanca
- Verdegudillo
- Vermentino de Corse
- Voal cachudo

Roupeiro et Códega (ou Côdega) sont les seuls synonymes reconnus officiellement par l'OIV.